# Middagsfjall (Eysturoy)
Middagsfjall è una montagna alta 601 metri sul mare situata sull'isola di Eysturoy, nell'arcipelago delle Isole Fær Øer, in Danimarca.